# 魚津建築高等職業訓練校
魚津建築高等職業訓練校（うおづけんちくこうとうしょくぎょうくんれんこう）は、認定職業訓練による職業能力開発校。社団法人富山県建築組合連合会が運営する。働きながら学ぶ大工に関する職業訓練施設である。

## 所在地
- 魚津市北鬼江大沢313-3 魚津地域建築組合内

## 訓練科目
- 普通課程・建築施工系木造建築科目

## 訓練期間
- 2年間

## 姉妹校
富山県建築組合連合会傘下の職業能力開発校は、富山県内に他に3校ある。
- 富山建築高等職業訓練校
- 高岡建築高等職業訓練校
- 砺波建築高等職業訓練校